# Meudon (ruisseau)
Pour les articles homonymes, voir Meudon (homonymie).
Le Meudon est un ruisseau français des départements de la Charente-Maritime et de la Gironde, affluent de la Saye et sous-affluent de l’Isle.

## Géographie
Il prend sa source en Charente-Maritime vers 82 mètres d'altitude sur la commune de Bedenac, trois kilomètres au nord-est du bourg, près du lieu-dit la Prise
Il arrose ensuite le bourg de Bédenac et rejoint la Saye en rive gauche, en Gironde, un kilomètre à l’est de Cavignac.
Sur un kilomètre, son cours sert de limite aux départements de Charente-Maritime (commune de Bédenac) et de Gironde (Lapouyade).
Long de 14 km, le Meudon possède cinq courts affluents répertoriés : le ruisseau du Pas de la Nauve, un ruisseau homonyme le Meudon, le ruisseau du Pas de Lapouyade, le ruisseau du Bois noir et le Mauvais riou.

## Écologie
Les vallées marécageuses du Meudon et de la Saye, peuplées en majorité de forêts à aulnes noirs (Alnus glutinosa) et à frênes communs (Fraxinus excelsior), sont répertoriées dans le réseau Natura 2000 comme sites importants pour la conservation d'espèces animales européennes menacées : le lucane cerf-volant (Lucanus cervus), le vison (Mustela lutreola), la lamproie de Planer (Lampetra planeri) ou le toxostome (Chondrostoma toxostoma).